# Currypaste

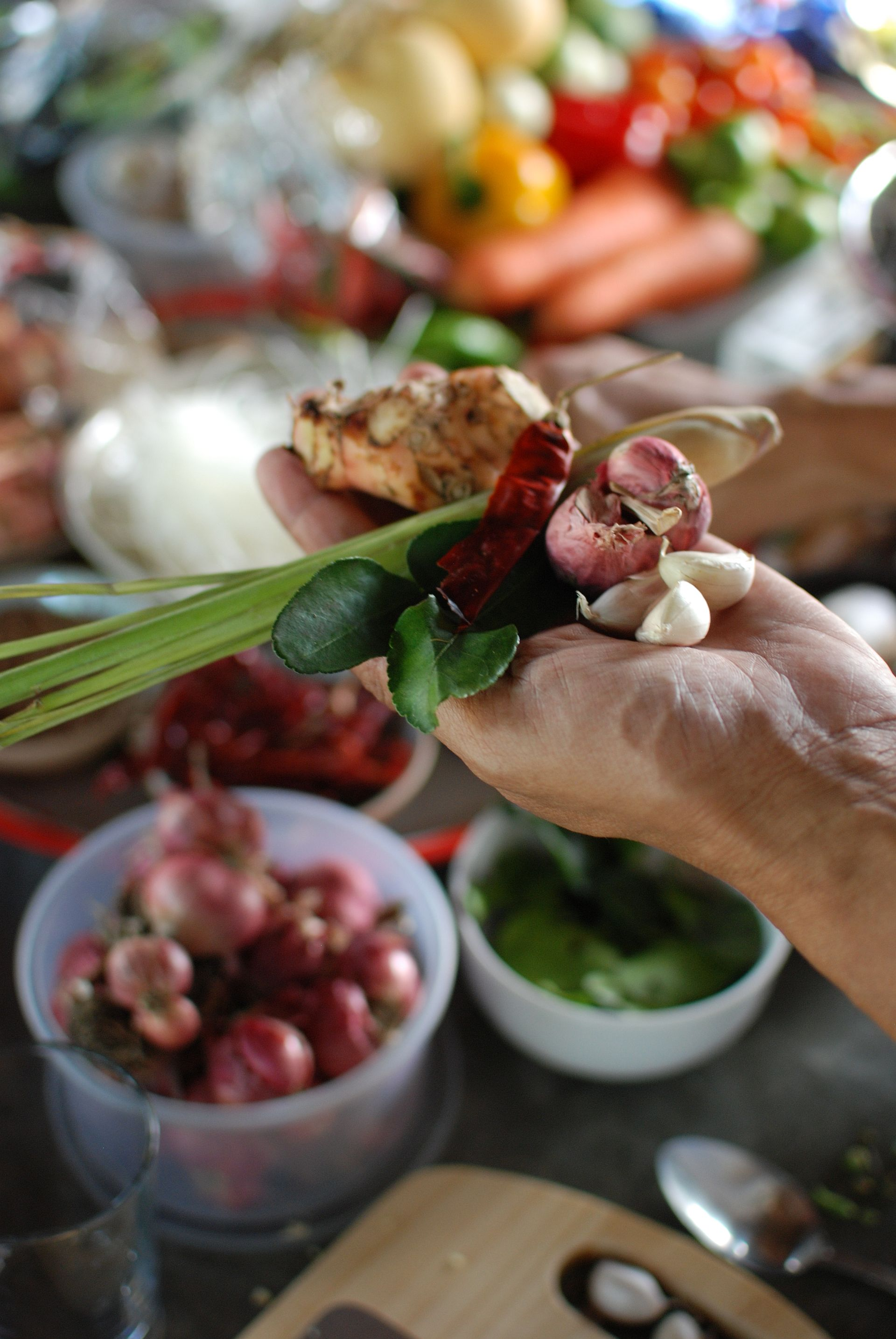
Einige der Zutaten zum Kaeng Phet („Rotes Thai-Curry“: Knoblauch, Schalotten, Chili, Limetten-Blätter, Zitronengras, Galangawurzel)

Unter Currypaste (Thai: เครื่องแกง – Krueang Kaeng) versteht man verschiedene thailändische Würzpasten auf der Basis von Kräutern und Gewürzen. Die Currypaste ist eine typische Zutat der thailändischen Küche und eine Grundzutat für einige Gerichte aus der Gruppe der „Gaeng“, die gemeinhin als „Curry“ bezeichnet werden. Am häufigsten außerhalb von Thailand werden die Pasten außerdem in Laos, Indonesien, Malaysia und Vietnam verwendet. Es gibt verschiedene Arten von Pasten, die sich durch ihre Zusammensetzung unterscheiden. In Thailand werden diese Pasten im Privathaushalt vor ihrer Verarbeitung meist frisch zubereitet.

## Variationen
Pasten der klassischen Thai-Küche

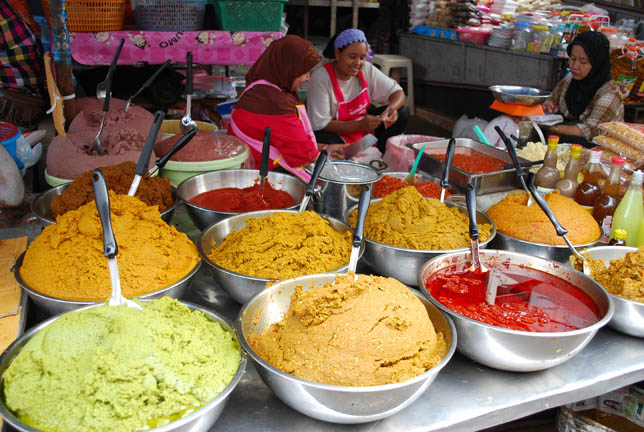
Angebot an verschiedenen Currypasten auf dem Markt in Hat Yai, in Südthailand

- Rote Currypaste für Kaeng Phet – Scharfe Paste aus roten thailändischen Chili (so genannte „Mäusekot-Chili“, Thai: พริกขี้หนู - Phrik Khi Nu), Schalotten (หัวหอม - Hua-Hom), Knoblauch (กระเทียม - Kratiam), Galangawurzel (ข่า - Kha), Zitronengras (ตะไคร้ - Ta-Khrai), Korianderwurzel (รากผักชี - Rak Phak Chi), Garnelenpaste (กะปิ - Kapi), geröstete Kreuzkümmelsamen (ยี่หร่า - Yi-Ra) und grünen Pfefferkörnern (พริกไทยอ่อน - Phrik-Thai-On).
- Grüne Currypaste für Kaeng Khiao Wan – Sehr scharfe Paste, die bis zu 50 % aus grünen thailändischen Chili (พริกขี้หนู - Phrik Khi Nu) bestehen kann, weitere Zutaten sind Knoblauch (กระเทียม - Kratiam), Schalotten (หัวหอม - Hua-Hom), Galangawurzel (ข่า - Kha), geröstete Koriandersamen (เม็ดผักชี - Met Phak Chi), Korianderwurzel (รากผักชี - Rak Phak Chi), geriebene Kaffernlimettenschale (มะกรูด - Makrut), Zitronengras (ตะไคร้ - Ta-Khrai) und Garnelenpaste (กะปิ - Kapi).
- Phanaeng Currypaste für Kaeng Phanaeng – Die mildeste Variation, leicht scharfe salzige Paste aus getrockneten thailändischen Chili (so genannte „himmelweisende Chili“, พริกชีฟ้า - Phrik Chi Fa), Knoblauch (กระเทียม - Kratiam), Schalotten (หัวหอม - Hua-Hom), pürierter Galangawurzel (ข่า - Kha), geriebener Kaffernlimettenschale (มะกรูด - Makrut), Korianderwurzeln (รากผักชี - Rak Phak Chi), grünen Pfefferkörnern, Garnelenpaste (กะปิ - Kapi) und Salz.

Paste aus Südthailand
- Masaman-Currypaste (wörtl.: „Muslim-Currypaste“) für Kaeng Masaman – Würzig-scharfe Paste mit vielen indischen Gewürzen aus Schalotten (หัวหอม - Hua-Hom), Knoblauch (กระเทียม - Kratiam), Galangawurzel (ข่า – Kha), Koriandersamen (เท็ดผักชี - Met Phak Chi), Kreuzkümmel-Samen (ยี่หร่า - Yi-Ra), Garnelenpaste (กะปิ - Kapi), Zitronengras (ตะใคร้ - Ta-Khrai), getrocknete thailändische Chili (พริกชีฟ้า - Phrik Chi Fa), Gewürznelken (กานพลู - Kan-Phlu), grüne Pfefferkörner und Salz.

Nicht zur klassischen Thai-Küche gehört
- Gelbe Currypaste – Mittelscharfe Paste aus getrockneten thailändischen Chili (พริกชีฟ้า - Phrik Chi Fa), Kurkuma (ขมิ้น - Kamin), Garnelenpaste (กะปิ - Kapi), Schalotten (หัวหอม - Hua-Hom), Zitronengras, (ตะไคร้ - Ta-Khrai), Knoblauch (กระเทียม - Kratiam), Kreuzkümmelsamen (ยี่หร่า - Yi-Ra), Koriandersamen (เม็ดผักชี - Met Phak Chi), Zimt (อบเชย - Op Choei) und Gewürznelken (กานพลู - Kan-Phlu).